# The Best of Elvis Costello and The Attractions
Albums de Elvis Costello
Goodbye Cruel World
(1984) King of America
(1986)
The Best of Elvis Costello and The Attractions est une compilation d'Elvis Costello sortie en 1985 sur le label Columbia Records.

## Liste des pistes

### LP et Cassette

#### Face A
| No | Titre                                                   | Auteur                   | Durée |
| -- | ------------------------------------------------------- | ------------------------ | ----- |
| 1. | Alison                                                  | Elvis Costello           | 3:22  |
| 2. | Watching the Detectives                                 | Costello                 | 3:41  |
| 3. | (What's So Funny 'Bout) Peace, Love, and Understanding? | Nick Lowe                | 3:31  |
| 4. | Oliver's Army                                           | Costello                 | 2:58  |
| 5. | Pump It Up                                              | Costello                 | 3:17  |
| 6. | Accidents Will Happen                                   | Costello                 | 3:00  |
| 7. | Radio, Radio                                            | Costello                 | 3:06  |
| 8. | I Can't Stand Up for Falling Down                       | Homer Banks, Allen Jones | 2:06  |

#### Face B
| No | Titre                     | Auteur          | Durée |
| -- | ------------------------- | --------------- | ----- |
| 1. | Almost Blue               | Costello        | 2:47  |
| 2. | Beyond Belief             | Costello        | 2:32  |
| 3. | Clubland                  | Costello        | 3:41  |
| 4. | Watch Your Step           | Costello        | 2:58  |
| 5. | Shipbuilding              | Costello        | 4:49  |
| 6. | I Wanna Be Loved          | Farnell Jenkins | 3:50  |
| 7. | Everyday I Write the Book | Costello        | 3:47  |
| 8. | The Only Flame in Town    | Costello        | 3:32  |

### CD
| No  | Titre                                                   | Auteur        | Durée |
| --- | ------------------------------------------------------- | ------------- | ----- |
| 1.  | Alison                                                  | Costello      | 3:22  |
| 2.  | Watching the Detectives                                 | Costello      | 3:41  |
| 3.  | (What's So Funny 'Bout) Peace, Love, and Understanding? | Lowe          | 3:31  |
| 4.  | Oliver's Army                                           | Costello      | 2:58  |
| 5.  | (The Angels Wanna Wear My) Red Shoes                    | Costello      | 2:45  |
| 6.  | Pump It Up                                              | Costello      | 3:17  |
| 7.  | Accidents Will Happen                                   | Costello      | 3:00  |
| 8.  | Radio, Radio                                            | Costello      | 3:06  |
| 9.  | I Can't Stand Up for Falling Down                       | Banks, Jones  | 2:06  |
| 10. | A Good Year for the Roses                               | Jerry Chesnut | 3:07  |
| 11. | Almost Blue                                             | Costello      | 2:47  |
| 12. | Beyond Belief                                           | Costello      | 2:32  |
| 13. | Clubland                                                | Costello      | 3:41  |
| 14. | Watch Your Step                                         | Costello      | 2:58  |
| 15. | Man Out of Time                                         | Costello      | 5:28  |
| 16. | Shipbuilding                                            | Costello      | 4:49  |
| 17. | I Wanna Be Loved                                        | Jenkins       | 3:50  |
| 18. | Everyday I Write the Book                               | Costello      | 3:47  |
| 19. | The Only Flame in Town                                  | Costello      | 3:32  |

## Personnel
- Elvis Costello – chant, guitare
- Steve Nieve – claviers
- Bruce Thomas – guitare basse
- Pete Thomas – batterie, percussions

### Personnel supplémentaire
- Caron Wheeler – chant
- Claudia Fontaine – chant
- Clover – instruments divers
- Chet Baker – trompette
- Andrew Bodnar – guitare basse
- Steve Goulding – batterie
- Daryl Hall – chant
- Green Gartside – chant

## Position dans les charts
Album
| Année | Chart             | Position |
| ----- | ----------------- | -------- |
| 1985  | Billboard Top 200 | 122      |
| 1986  | Billboard Top 200 | 116      |

## Certifications
| Délivrée par | Certification     | Date             |
| ------------ | ----------------- | ---------------- |
| RIAA – USA   | Disque d'or       | 10 novembre 1989 |
| RIAA – USA   | Disque de platine | 12 octobre 2001  |